# Parapterulicium simplex
Parapterulicium simplex är en svampart som beskrevs av Corner 1957. Parapterulicium simplex ingår i släktet Parapterulicium och familjen mattsvampar.   Inga underarter finns listade i Catalogue of Life.